# Appelsneeuwmot
De appelsneeuwmot (Leucoptera malifoliella) is een vlinder uit de familie sneeuwmotten (Lyonetiidae). De wetenschappelijke naam is voor het eerst geldig gepubliceerd in 1836 door O. Costa.
De soort komt voor in Europa.